# Annaberg-Buchholz
Annaberg-Buchholz est une ville allemande située dans le sud du Land de Saxe. 
Elle est le chef-lieu de l'arrondissement des Monts-Métallifères.
Elle est située dans les monts Métallifères. Née en 1945 de la fusion des cités d'Annaberg et de Buchholz, appartenant à deux seigneuries différentes, elles connurent un essor formidable, à partir du XVe siècle, avec la découverte d'importants gisements d'argent et d'étain dans la région.
La ville possède trois églises protestantes, dont la célèbre église Sainte-Anne qui était une église catholique jusqu'en 1539. Parmi les monuments célèbres, on peut citer les maisons de Martin Luther et du mathématicien Adam Ries qui y dirigea des écoles de mathématiques. La dentellière Barbara Uthmann, très connue en Allemagne, a vécu dans la ville, où un monument lui est consacré. 
La dentellerie reste encore une activité économique de la région, mais les activités minières (600 mines) ont cessé avec l'épuisement des gisements. Les touristes peuvent visiter deux mines restaurées à cet effet.

## Histoire

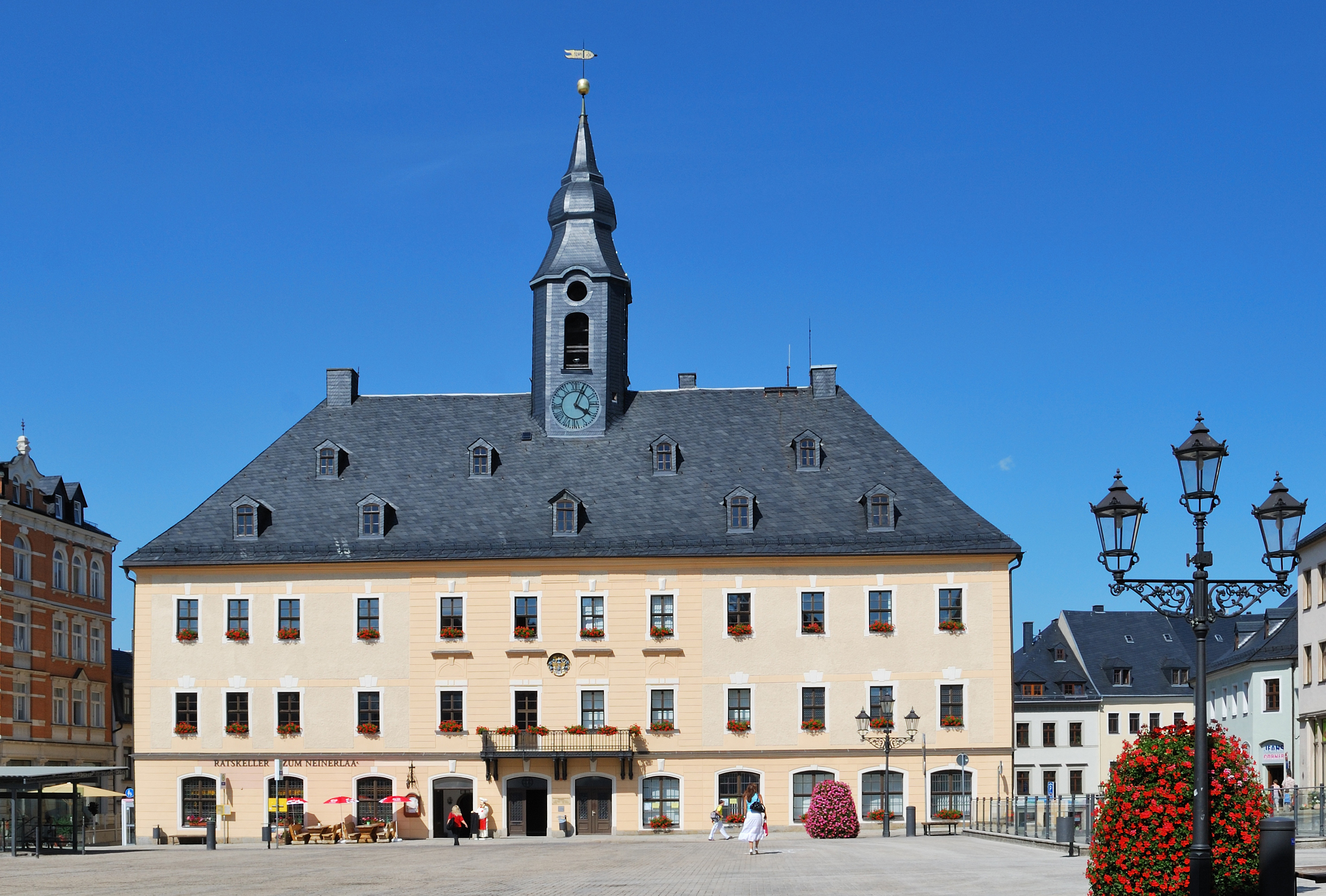
L'hôtel de ville d'Annaberg-Buchholz.

Les monts Métallifères, alors recouverts d'une forêt dense, furent peuplés aux XIIe et XIIIe siècles par des paysans francs. Les premiers écrits d’aujourd’hui évoquant les villages de Frohnau, Geyersdorf et Kleinrückerswalde qui font partie aujourd'hui d'Annaberg-Buchholz datent de 1397.
Vers 1470, il est fait état de premières activités minières. Lorsque de riches filons d'argent sont découverts sur le Schreckenberg voisin en 1491, un afflux important de personnes se produisit. Le 21 septembre 1496, une ville est fondée à la demande du souverain saxon Georges de Saxe. L'année suivante, les premiers travaux de construction de la nouvelle colonie commencèrent. Le 28 octobre 1497, le Newe Stat am Schrekenbergk obtient des privilèges urbains. L'atelier monétaire, qui était jusqu'à la fin de 1501 à Frohnau, est déplacé à Annaberg en 1502.
En 1495, on commença à construire une autre colonie minière dans la zone du monastère de Grünhain, en dessous d'Annaberg. St. Katharinenberg à Buchholz reçut les premiers privilèges en 1501 et est désignée comme ville en 1539. L'atelier monétaire de Buchholz est fondé en 1505 sous l'Électeur Frédéric III de Saxe, puis en 1553 est réuni avec l'atelier d'Annaberg. En 1558, l'électeur Auguste Ier de Saxe déplaça la Monnaie d'Annaberg à Dresde.
Depuis la division de Leipzig en 1485, la frontière de la Saxe ernestine et de la Saxe albertine passait par la vallée de la Sehma entre les deux villes d'Annaberg sous administration de Wolkenstein et de Buchholz sous administration Grünhain. Après la capitulation de Wittemberg en 1547, Buchholz se retrouva également dans la partie albertine de la Saxe, qui depuis lors s'appela électorat de Saxe.
La riche exploitation de l'extraction de l'argent entraîna un important afflux de mineurs et une augmentation rapide de la population. Annaberg devient ainsi, dans la première moitié du XVIe siècle, la seconde plus grande ville de Saxe après Freiberg, ce qui en fait l'une des plus grandes villes du monde germanophone. Vers 1522, le mathématicien Adam Ries s'y installa et travailla jusqu'à sa mort en tant que maître du calcul pour l'exploitation minière.
Tandis que la Réforme était introduite assez tôt en Saxe ernestine, à laquelle appartenait Buchholz, Annaberg dans la Saxe albertine resta catholique. Le duc Georges de Saxe s'efforça de faire de la nouvelle ville un centre de foi. Une vaste collection de reliques fut rassemblée dans l'église Sainte-Anne, ce qui a fait d'Annaberg un lieu de pèlerinage. Dès 1502, un grand monastère franciscain était fondé dans la ville. Le fait que la frontière entre Annaberg et Buchholz soit devenue la limite de la foi a amené de plus en plus d'habitants d'Annaberg à entendre secrètement le service religieux de la ville voisine. En 1524, le moine et réformateur Friedrich Myconius, qui avait fui le monastère d'Annaberg, prêcha et attira plus de 1 000 croyants d'Annaberg. Après la mort du duc Georges, en 1539, comme dans toute la Saxe albertine, la Réforme fut introduite à Annaberg.
Dans la seconde moitié du XVIe siècle, des activités proches de la fabrication de dentelle aux fuseaux acquièrent une grande importance économique, notamment grâce à Barbara Uthmann, dirigeante d'une entreprise qui emploie près de 900 tresseuses. Au XVIIe siècle, la région est marquée par le fort déclin de l'activité minière et est à plusieurs reprises affectée par les effets de la guerre de Trente Ans.

## Lieux et monuments
- Église Sainte-Anne (St-Annen-Kirche).
- Musée des monts Métallifères (Erzgebirgemuseum).
- Musée technique de la forge de Frohnau (Technishes Museum Frohnauer Hammer).
- Fondation Marine Steiger pour le développement des arts érotiques.

## Jumelages
La ville d'Annaberg-Buchholz est jumelée avec :
- Chomutov (Tchéquie) depuis le 20 novembre 1999 ;
- Weiden in der Oberpfalz (Allemagne) depuis le 8 septembre 1990 ;
- Paide (Estonie) depuis le 10 février 1992.

## Personnalités
Personnalités nées à Annaberg-Buchholz :
- Heinrich Köselitz (1854-1918), compositeur ;
- Gitta Walther (1940-2014), chanteuse ;
- Evelin Jahl (1956-), championne olympique du lancer du disque en 1976 et 1980 ;
- Christel Loetzsch (1986-), mezzosoprano ;
- Eric Frenzel (1988-), champion olympique en combiné nordique.

Personnalités décédées à Annaberg-Buchholz :
- Adam Ries (1492-1559), mathématicien ;
- Adolf Ferdinand Duflos (1802-1889), chimiste ;
- Carl Böhme (1842-1904), homme politique.